# Traskorchestia georgiana
Traskorchestia georgiana is een vlokreeftensoort uit de familie van de Talitridae. De wetenschappelijke naam van de soort is voor het eerst geldig gepubliceerd in 1958 door Bousfield.